# ریسک‌پذیری
ریسک‌پذیری سطح ریسکی است که یک سازمان برای دستیابی به اهدافش آماده پذیرش آن است، قبل از اینکه اقدامی برای کاهش ریسک ضروری تلقی داده شود. این نشان دهنده تعادلی بین مزایای بالقوه نوآوری و تهدیدهایی است که تغییر، ناگزیر به همراه دارد. استاندارد مدیریت ریسک ایزو ۳۱۰۰۰ به ریسک‌پذیری به عنوان «مقدار و نوع ریسکی که یک سازمان آماده پیگیری، حفظ یا پذیرش است» اشاره دارد. این مفهوم به هدایت رویکرد سازمان در مورد ریسک و مدیریت ریسک کمک می‌کند.

## نواحی اصلی
در منابع  شش حوزه اصلی ریسک‌پذیری وجود دارد:
1. مالی
2. سلامت
3. تفریحی
4. اخلاقی
5. اجتماعی
6. اطلاعات